# Basis 108
O Basis 108 foi um clone alemão do Apple II+, fabricado pela empresa Basis Computer. Possuía um layout diferente do tradicional gabinete "estilo Apple II" adotado pela maioria dos fabricantes de clones, lembrando muito mais um IBM PC, com o teclado conectado ao gabinete do micro por um cabo em espiral. O gabinete possuía duas baias para drives de 5" 1/4 (opcionais).
O Basis 108 destacava-se pela quantidade de itens instalados de fábrica (UCP Z80 para executar o SO CP/M, 128 KiB de RAM, interface de disco, vídeo em 80 colunas e alta resolução gráfica) e custava menos do que um sistema original Apple II similar. Por conta do peso elevado do gabinete, também ficou conhecido como "tanque alemão".
Uma versão doméstica, o Basis Junior, chegou a ser exibido um ano depois, em feiras de informática: era praticamente a mesma máquina, mas com 64 KiB de RAM (expansível para 128 KiB).

## Características
- Memória:
  - ROM: 12 KiB
  - RAM: 128 KiB
- Teclado: mecânico (AZERTY ou QWERTY), 100 teclas, teclado numérico reduzido, quinze teclas de função
- Display:
  - 24 X 40 texto
  - 24 X 80 texto
  - 40 X 48 com 16 cores
  - 80 X 48 com 16 cores
  - 280 X 160 com seis cores
  - 280 X 192 com seis cores
- Expansão:
  - 6 slots padrão Apple II
- Portas:
  - 1 porta paralela Centronics
  - 1 porta RS232C
  - 1 saída para monitor de fósforo verde
  - 1 saída para vídeo RGB
  - 1 conector para joystick
  - 1 conector de joystick
  - Interface de gravador cassete
- Armazenamento:
  - Gravador de fita magnética
  - Drives de disquete internos, 5" 1/4
- Som:
  - Alto-falante interno